# Molop Taz (Ort)
Molop Taz ist ein osttimoresischer Ort im Suco Molop (Verwaltungsamt Bobonaro, Gemeinde Bobonaro). Das Dorf liegt im Norden der Aldeia Molop Taz, auf einer Meereshöhe von 619 m. Eine Straße führt nach Nordosten in das Dorf Sibuni. Nach Süden führt sie zur kleinen Siedlung  Gill.
Im Dorf Molop Taz befinden sich eine Grundschule und ein Friedhof.